# Museo Arqueológico de Elda
El Museo Arqueológico Municipal de Elda (Provincia de Alicante, España) ocupa toda una planta de la Casa de Cultura y acoge importantes muestras y restos de las culturas ibérica, romana y paleocristiana.
Fue inaugurado en 1983 con objetos procedentes de la Sección de Arqueología del Centro Excursionista Eldense y de colecciones de aficionados. Alberga piezas y restos de gran valor, como los hallados en el yacimiento arqueológico El Monastil, el Castillo-Palacio de Elda y la Atalaya de la Sierra de la Torreta. Conserva, además, piezas procedentes del Casco Antiguo, las villas romanas de los márgenes del Vinalopó y el yacimiento del monte Bolón/Peña del Trinitario.  
Entre sus mejores piezas se encuentran la Sirena de El Monastil, importante pieza íbera y un magnífico fragmento de la tapa de un sarcófago paleocristiano del ciclo de Jonás, perteneciente al siglo IV, junto a otros restos encontrados en el Poblado íbero-romano de El Monastil y vestigios del período del Neolítico hallados en el yacimiento arqueológico "Trinitario", a las faldas del monte Bolón, como el famoso enterramiento infantil.
El museo, desde su ampliación en 2011, cuenta con una sala de exposiciones temporales en la planta baja y con dos salas de exposición permanente en la primera y segunda planta, así como una biblioteca de apoyo a estudiantes e interesados en la materia.  
La primera sala de exposición permanente contiene la exposición de los restos hallados de las culturas Prehistóricas (desde la época del Neolítico), Orientalizante e Ibérica; la segunda sala alberga material ilustrativo de las culturas Romana, Bizantina, Visigoda, Islámica, Moderna y Contemporánea.
Los restos expuestos en el Museo Arqueológico de Elda fueron hallados en el poblado y la necrópolis de la Edad del Bronce de Bolón, la ciudad íbero-romana de El Monastil, las villas romanas de Las Agualejas, El Melich, Arco Sempere y Casa Colorá, el Castillo Medieval y los solares del casco antiguo de la ciudad. Con ellos se demuestra que los habitantes del valle de Elda eran agricultores, ganaderos, artesanos y comerciantes.
El museo cuenta con más de 146.000 piezas, de las que sólo 890 se exponen en sus salas. De entre todas ellas, podemos encontrar cerámicas ibéricas, con vasos decorados, cerámicas romanas estampadas, sigillatas, lucernas y terracotas.